# Quet-en-Beaumont
Quet-en-Beaumont település Franciaországban, Isère megyében. Lakosainak száma 79 fő (2022. január 1.). Quet-en-Beaumont Sainte-Luce, La Salle-en-Beaumont, Corps, Les Côtes-de-Corps, Pellafol és Châtel-en-Trièves községekkel határos.

## Népesség
A település népességének változása:
| Lakosok száma | 94   | 45   | 36   | 63   | 61   | 65   | 67   | 68   | 72   | 79   |
|               | 1968 | 1982 | 1990 | 2006 | 2013 | 2015 | 2017 | 2019 | 2020 | 2022 |